# Macololos
Macololos, por vezes grafado Makololos, foi a designação dada durante as campanhas de ocupação portuguesa a uma numerosa tribo da região do Alto Zambeze. A etnia macololo (ou cololo) é um povo do grupo soto da África Austral, estreitamente aparentado com os outros sotos, dos quais se diferenciaram durante as primeiras décadas do século XIX.

## Descrição
Os macololos originalmente habitavam as região da África Austral imediatamente a sul do atual Lesoto, em território que hoje é parte da África do Sul, mas foram obrigados a abandonar essa região em consequência da expansão do Reino Zulu, então governado por Shaka Zulu, durante as guerras do Mfecane. Em 1823, iniciaram uma migração para norte, através do atual Botsuana em direção ao território da Barotselândia.
Em 1845 conquistaram e submeteram o povo Luyi, que então habitava a região da Barotselândia, mas, após cerca de 30 anos de dominação, foram vencidos numa sublevação popular. Apesar de alguns sobreviventes terem permanecido na Barotselândia, essencialmente mulheres e crianças, a maior parte da população migrou para leste e fixou-se no vale do Zambeze, numa região que atualmente faz parte do Maláui.
O termo macololo parece derivar de Kololo, a esposa do seu primeiro chefe, Sebitwane. Outra teoria aponta para a origem ser uma palavra da língua dos Luyana que significa "careca", uma referência ao estilo de cabelo preferido pelos guerreiros malacolos.